# Carlo Francesco Frasconi
(Soprintendenza per i Beni Storici Artistici ed Etnoantropologici del Piemonte, Catalogo generale dei Beni Culturali)
Carlo Francesco Frasconi, talvolta riportato come Frascone o Fresconi, (Novara, 28 ottobre 1754 – Novara, 27 novembre 1836) è stato un presbitero, archivista e storiografo italiano.

## Biografia
Apparteneva ad una famiglia originaria del varesotto, insediatasi in periferia di Novara, nel borgo di Sant'Andrea. Fu ordinato sacerdote nel 1778, divenendo poi maestro di cerimonie del Duomo di Novara.
Nel 1800 divenne bibliotecario del seminario. Il canonico Rabbaglietti, prefetto dell'archivio capitolare, lo incaricò di alcune attività presso l'archivio: fu questa l'occasione che destò nel Frasconi la passione per gli studi storici, passione che coltivò tutta la vita. In breve tempo accumulò una tale esperienza nell'arte paleografica che gli consentì di intraprendere il riordino dell'intero archivio. La competenza che dimostrò nello svolgimento di tale compito gli valse l'incarico di riordinare anche altri archivi, appartenenti alle antiche e potenti famiglie cittadine novaresi. Questi incarichi consentirono al Frasconi di raccogliere un'incredibile quantità di notizie storiche ed importanti documenti, che diligentemente trascrisse in numerosi volumi conservati presso l'archivio della Cattedrale.
Nel 1801 fu incaricato dal governo della Repubblica Cisalpina della ricognizione degli archivi e delle biblioteche delle congregazioni soppresse della città e nel 1812 di sceglierne i documenti più rilevanti da inviare all'Archivio di Stato di Milano. Il Frasconi ottemperò al compito, avendo cura di elencare con precisione tutte le carte spedite nel capoluogo lombardo: ciò ne consentì il parziale recupero nei decenni successivi.
Durante il regno di Carlo Alberto fu incaricato dal sovrano di occuparsi degli studi di storia patria, il che contribuì ulteriormente ad arricchire l'archivio della Cattedrale di codici, pergamene storiche, descrizioni di donazioni, concessioni e privilegi di imperatori e re ai vescovi della chiesa novarese. All'incarico gli successe il canonico Giovanni Antonio Del Vecchio.
Il 1 dicembre 1831 redasse testamento, lasciando l'Ospedale Maggiore della Carità erede di due case e destinandone le rendite alle spese di mantenimento della relativa chiesa. Impose comunque all'ente la celebrazione di 200 messe annuali presso l'altare di San Benedetto nella Cattedrale.

## Opere
- Schiarimenti e correzioni alla tavola cronologica de' vescovi di Novara, Novara, 1828

Le seguenti opere sono state pubblicate dalla Società Storica Novarese tra il 1990 e il 1997:
- Documenti risguardanti le chiese, monisteri, conventi e spedali già esistenti in Novara e suoi sobborghi da' più rimoti secoli sino al primo decennio del corrente XIX, ecc.
- Topografia antica di Novara e suoi sobborghi
- Carte antiche del monastero di Sant'Agnese di Novara, già di San Domenico, dell'ordine di Santa Chiara
- Iscrizioni antiche novaresi
- Antico duomo di Novara: la cappella di S. Agabio

### Inedite
- Collezione di documenti autentici, che adduconsi in risposta ai quesiti di Storia Patria proposti dal Chiaris. Sig. Avv. Giacomo Giovanetti, cittadino assai benemerito di Novara, al Sig. Carlo Fresconi, 1831[8]

## Riconoscimenti
Il 28 luglio 1883 fu commissionato allo scultore Giuseppe Cassano un medaglione marmoreo in stile neoclassico che lo ritraesse, da porre nel cortile dell'Ospedale Maggiore della Carità, tra i medaglioni dei benefattori dell'ente. Lo scultore si attenne al modello stabilito da Giuseppe Argenti fra il 1852 ed il 1865. L'opera fu consegnata il 7 dicembre successivo, alla cifra pattuita di 240 lire.
Negli stessi anni la città volle celebrarlo nel famedio di Palazzo Orelli, allora sede della biblioteca, assieme a Pietro Azario, Carlo Bascapè, Lazzaro Agostino Cotta, Gian Battista Piotti, Paolo Gallarate, Gian Battista Bazzoni, Francesco Antonio Bianchini, Carlo Morbio e Giuseppe Regaldi. All'ingresso della biblioteca fu posta l'iscrizione: CARLO FRANCESCO FRASCONE PALEOGRAFO RACCOLSE DESCRISSE ILLUSTRÒ DOCUMENTI E MEMORIE DI STORIA CITTADINA DEGNO DEL NOME DI MURATORI NOVARESE.
Il comune di Novara gli intitolò una via con la delibera n. 180 del 22 giugno 1906: una traversa del corso Torino, nel quartiere Sacro Cuore.
Il Museo lapidario di Novara, parte dei Musei della canonica, fu inaugurato nel 3 novembre 1999 ed intitolato a Carlo Francesco Frasconi.